# Municipio de Brookfield (condado de Trumbull)
El municipio de Brookfield (en inglés: Brookfield Township) es un municipio ubicado en el condado de Trumbull en el estado estadounidense de Ohio. En el año 2010 tenía una población de 8854 habitantes y una densidad poblacional de 139,42 personas por km².

## Geografía
El municipio de Brookfield se encuentra ubicado en las coordenadas 41°14′11″N 80°33′43″O / 41.23639, -80.56194. Según la Oficina del Censo de los Estados Unidos, el municipio tiene una superficie total de 63.51 km², de la cual 63,35 km² corresponden a tierra firme y (0,25 %) 0,16 km² es agua.

## Demografía
Según el censo de 2010, había 8854 personas residiendo en el municipio de Brookfield. La densidad de población era de 139,42 hab./km². De los 8854 habitantes, el municipio de Brookfield estaba compuesto por el 94,48 % blancos, el 3,33 % eran afroamericanos, el 0,07 % eran amerindios, el 0,16 % eran asiáticos, el 0,24 % eran de otras razas y el 1,73 % eran de una mezcla de razas. Del total de la población el 0,86 % eran hispanos o latinos de cualquier raza.